# Estación de Villeneuve-Triage
La estación de Villeneuve-Triage es una estación ferroviaria francesa de la línea de París-Lyon a Marsella-Saint-Charles ubicada en el municipio de Villeneuve-Saint-Georges (Valle del Marne).
En 2014, según las estimaciones de la SNCF, la frecuentación anual de la estación es de 1.130.062 viajeros.

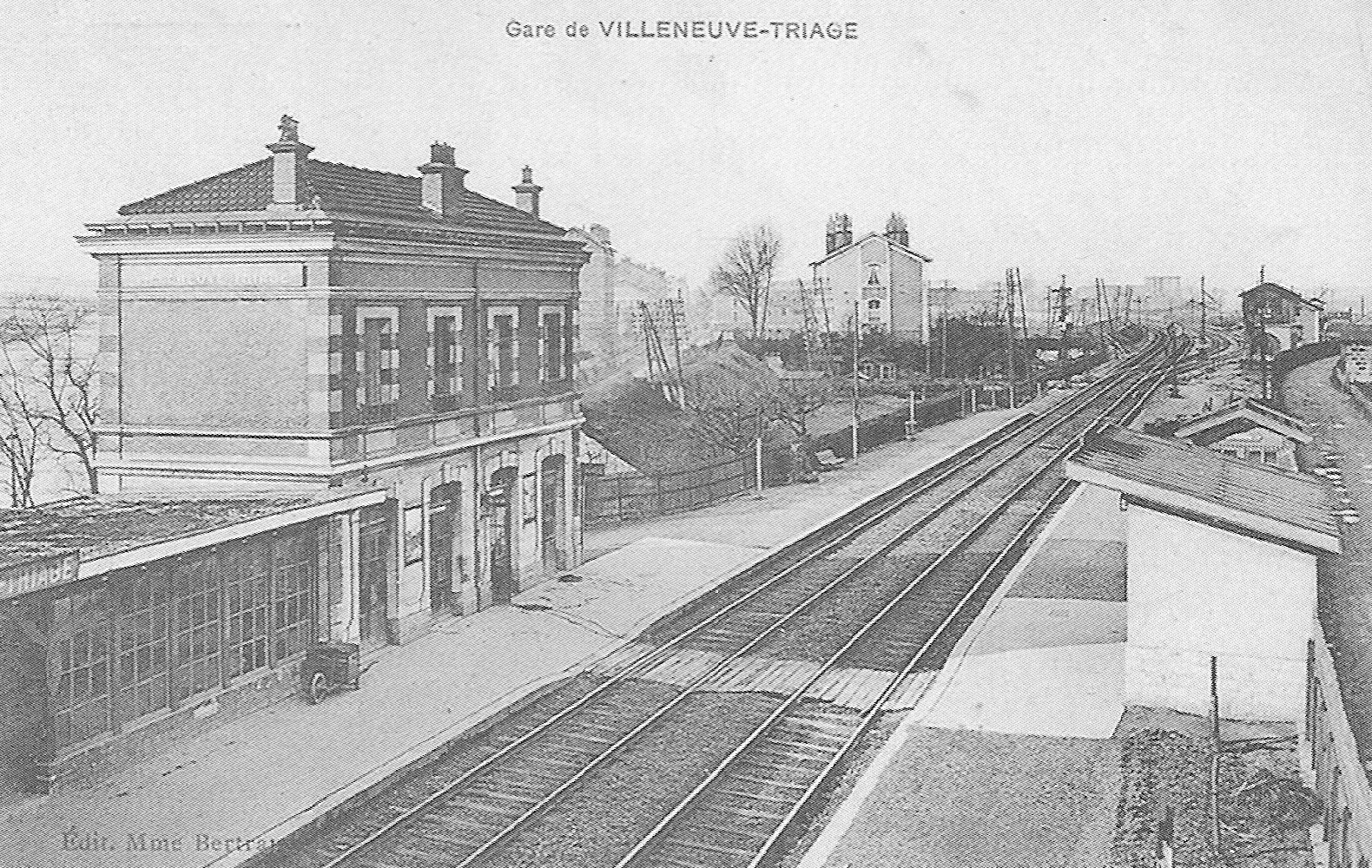
Vista del interior de la estación al principio del XX.

## Servicio de viajeros
Por la estación pasan los trenes de la línea D del RER. Se encuentra bastante aislada del resto de la ciudad, por lo que no es una estación muy utilizada.

### Intermodalidad
Por la estación pasan la línea182 de la ATP, la línea HA de la STRAV y, de noche, las líneas N132 y N134 de la cobertura Noctilien.